# Collaboration horizontale

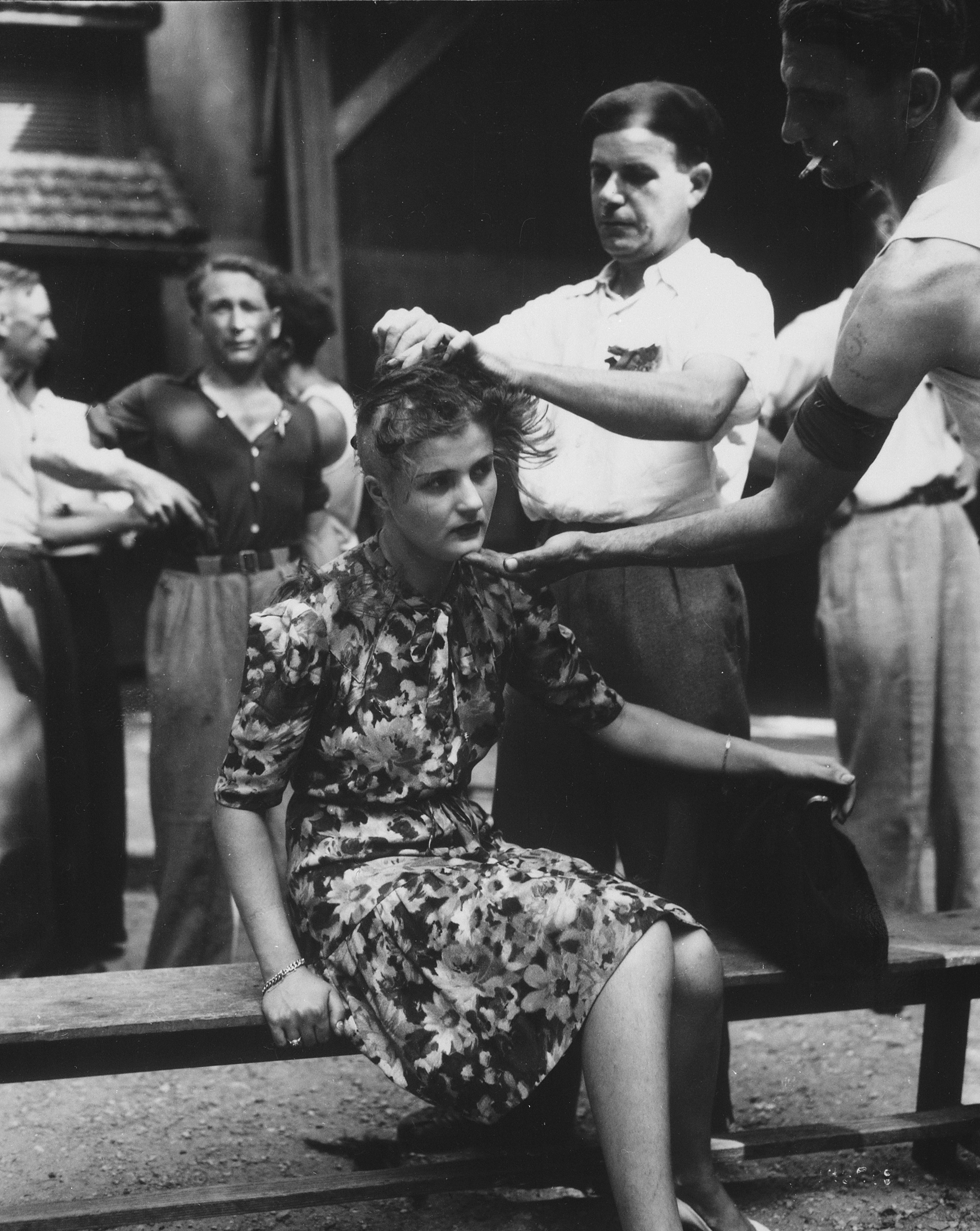
En kvinna anklagad för Collaboration horizontale utsätts för offentlig förnedring genom att få sitt huvud rakat, Frankrike, 1944.

Collaboration horizontale (horisontell kollaboration), var en sexistisk term i Frankrike under andra världskriget. Den beskrev sexuella förbindelser mellan franska kvinnor och män ur den tyska ockupationsmakten. 
En sexuell förbindelse mellan en kvinna och en man ur ockupationsmakten var extremt kontroversiellt och betraktades av samtiden som en form av förräderi eller kollaboration, och beskrivs som en bidragande orsak till varför unga franska män blev medlemmar i franska motståndsrörelsen. Denna uppfattning utgick från samtida sexism och dubbelmoral, då franska män som hade haft samlag med tyska kvinnor inte betraktades på samma sätt. 
Efter krigsslutet attackerades franska kvinnor som misstänktes för att ha haft samlag med tyska män av fransmän ur motståndsrörelsen som utsatte dem för förödmjukande behandling och förnedrande dem offentligt. Det mesta kända övergreppet var att raka huvudet på dem offentligt, varpå de länge blev igenkända för sitt "brott" och ytterligare utsatta; sådana kvinnor kallades "femme tondue". Dessa offentliga övergrepp skedde framför ögonen på utländska krigsfotografer och blev därför mycket uppmärksammade och många sådana fotografier har bevarats. 
Detta fenomen är berömt för särskilt Frankrike, men motsvarigheter skedde i själva verket i alla länder som varit utsatta för tysk ockupation under andra världskriget. 